# Pic de l'Àliga (Llavorsí)
El Pic de l'Àliga és una muntanya de 1.971 metres que es troba al municipi de Llavorsí, a la comarca catalana del Pallars Sobirà.